# Xystrocera fuscomaculata
Xystrocera fuscomaculata är en skalbaggsart som beskrevs av Stefan von Breuning 1957. Xystrocera fuscomaculata ingår i släktet Xystrocera och familjen långhorningar. Inga underarter finns listade i Catalogue of Life.